# Sigismund von Falkenstein
Sigismund Hans Balduin Maria Freiherr von Falkenstein (* 14. September 1903 in Münster; † 2. Juni 1972 in Bückeburg) war ein deutscher Offizier, zuletzt Brigadegeneral der Luftwaffe der Bundeswehr.

## Werdegang
Falkenstein, Sohn von Generalmajor Erich von Falkenstein (1877–1945), trat am 1. Oktober 1922 in die Reichswehr ein und wurde zum Kavalleristen ausgebildet. Am 1. Dezember 1925 zum Leutnant ernannt, wurde er am 1. Juli 1928 zum Oberleutnant befördert. Am 1. Oktober 1933 wechselte er zur noch nicht offiziell bestehenden Luftwaffe. Er ließ sich zum Kampfflieger ausbilden und war am 1. Oktober 1939, als Major, Gruppenkommandeur der I. Gruppe des Kampfgeschwaders 27. Ab Juni 1940 schlossen sich Verwendungen in verschiedenen Stäben (u. a. X. Fliegerkorps) an. Zum Ende des Krieges war er als Generalmajor Kommandeur der 3. Fliegerdivision.
Im Oktober 1955 wurde er aus dem Kriegsgefangenenlager 5110/48 Woikowo entlassen.
Nach dem Eintritt in die Bundeswehr wurde seine Ernennung zum Brigadegeneral am 7. August 1957 entschieden. Dort war er Leiter der Abteilung Luftwaffe an der Führungsakademie der Bundeswehr. Von Falkenstein wurde auf dem Friedhof in Bückeburg beigesetzt.

## Auszeichnungen
- Deutsches Kreuz in Gold (10. Mai 1943)
- Großes Verdienstkreuz des Verdienstordens der Bundesrepublik Deutschland (31. August 1962)